# Zeuxia zernyi
Zeuxia zernyi är en tvåvingeart som beskrevs av Louis-Paul Mesnil 1963. Zeuxia zernyi ingår i släktet Zeuxia och familjen parasitflugor. Inga underarter finns listade i Catalogue of Life.